# Moradabad
Moradabad (hindi मुरादाबाद urdú مراداباد) és una ciutat i corporació municipal de l'Índia, capital del districte de Moradabad a l'estat d'Uttar Pradesh a 167 km de la capital Delhi a la riba del Ramganga, afluent del Ganges. La població al cens del 2001 era de 641.240 habitants (1872: 62.417 habitants; 1881: 69.352; 1891: 72.921; 1901: 75.128 habitants). És el principal centre on es fabriquen i exporten objectes de mà. La principal mesquita històrica és la Jama Masjid construïda el 1631 per Rustam Khan, i prop hi ha l'antiga fortalesa construïda pel mateix governador.

## Història
Fou fundada per Rustam Khan, governador de Katehr (després Rohilkhand) per Shah Jahan vers 1625, a la que va donar el nom per Murad Bakhsh, un dels prínceps imperials (fill de Shah Jahan) després assassinat per Aurangzeb. Va substituir a Sambhal que fins aleshores fou la principal ciutat de la regió i seu del governador local. Vers 1724 va passar a mans del subadar del Dècan (nizam d'Hyderabad) però por pocs anys, passant abans del 1740 a mans del cap rohilla Ali Muhammad. El 1774 va passar a Oudh que el 1801 la va cedir als britànics. Fou atacada el 1805 pel cap pindari Amir Khan però rebutjat pel col·lector Leycester. El 1857 va caure en mans dels rebels però fou recuperada l'abril del 1858. La municipalitat es va formar el 1863.